# Программирование эфира
Программирование эфира (англ. broadcast programming) — это составление и упорядочивание дневного, недельного, месячного, квартального или сезонного графика-сетки трансляции контента в медиаресурсах (Интернет, телевидение, радио и так далее).
Вещатели регулярно меняют программную сетку, чтобы сформировать аудиторию для нового контента, удерживать эту аудиторию и конкурировать с контентом других вещателей.
Задача программирования эфира — обеспечить контенту возможность по максимуму привлечь аудиторию и удержать её. Стратегии программирования нацелены на то, чтобы доставить контент аудитории в то время, когда она, скорее всего, захочет его увидеть. И, в свою очередь, обеспечить рекламодателям наиболее эффективный контакт с этой аудиторией.
На микроуровне программирование подразумевает поминутное планирование эфира с целью адекватного или максимального использования эфирного времени.

## История программирования
Первоначально, со стартом телевещания в 1936 году в Великобритании, программирование относилось только к вечернему эфиру — то, что сейчас называется прайм-тайм. Но с каждым годом объемы вещания росли — за счет дневного времени, поздней ночи, выходных, — и увеличивался спрос на новый контент. Важную роль в эфире в прайм-тайм стали играть развлекательные программы.

## Тайм-слот
Важное значение для успеха или неудачи программы имеет тайм-слот или место программы в сетке вещания. Оно может влиять и на актерский состав программы — так, ABC заменила персонажа Роберта Лэнсинга в сериале «Вертикальный взлёт», когда показ перенесли с 22.00 на 19.30. Новые перспективные сериалы ставятся в сетку перед хитами, чтобы собрать аудиторию. Неудачные шоу перемещаются в менее благоприятные тайм-слоты, например, в мертвый слот вечера пятницы.

## Стратегии программирования

### Группировка или блоковое программирование
Группировкой или блоковым программированием называется подход, когда канал ставит несколько похожих программ или программ одного жанра в сетке одну за другой (блоком). Такое программирование позволяет на время сохранить аудиторию за счет поддержания интереса.

### Соединение
В прайм-тайм окончание одних программ и начало других на многих каналах происходит в одно и то же время. В точке разрыва, когда одна программа уже закончилась, а другая еще не началась, велик риск того, что зрители переключатся на другой канал. Чтобы избежать этого, вещатели используют стратегию соединения — сдвигают окончание предыдущей программы на несколько минут позже, рассчитывая, что зритель уже не уйдет смотреть шоу на другом канале не с начала. Или размещают анонс следующей программы во время титров той, которая заканчивается (анонс в титрах).

### Кросспрограммирование
Кросспрограммирование подразумевает использование взаимосвязи между двумя программами — кроссовера — когда персонажи и сюжетные линии из одного фильма или шоу включаются в содержание другого.

### Контрпрограммирование
Контрпрограммированием называется прием, когда два конкурирующих канала ставят в сетке на одно и то же время две аналогичные рейтинговые программы. В этом случае одна из программ может перетянуть часть аудитории второй. Другой вариант контрпрограммирования подразумевает, что два конкурирующих канала одновременно предлагают абсолютно разный контент — в разных жанрах или с расчетом на разные сегменты аудитории.

### Деление дня
Практика деления дня подразумевает, что всё время вещания в течение суток разбивается на несколько частей. Эфир каждой части заполняется разными видами программ, которые соответствуют тому времени дня, когда они выходят. Например, дневное вещание ориентировано на аудиторию с определенными демографическими характеристиками. И дневные программы, как правило, отвечают активностям этой целевой аудитории.

### Подвешивание
К новым или менее популярным программам каналы часто применяют стратегию подвешивания. В этом случае программа размещается в сетке между двумя известными популярными программами с расчетом поймать уже сформированный интерес аудитории. Общественное телевидение использует такой подход, чтобы донести до зрителя серьезный, но общественно значимый контент.

### Бесшовный переход
Чтобы снизить риск утекания аудитории между двумя программами, используется практика бесшовного перехода. Следующая программа начинается сразу после окончания предыдущей без ухода на рекламу и межпрограммных заставок. У зрителя не возникает еще одного повода переключить канал, и, таким образом, он остается перед экраном.

### Спойлинг
Когда у конкурирующих каналов есть похожий контент, который собирает примерно одинаковую аудиторию, может использоваться спойлинг. Вещатель ставит свою программу в сетку раньше, чем конкурент — на несколько часов или дней. И можно ожидать, что аудитория предпочтет ту программу, которая стартовала первой.

### Стэкинг
Стэкингом называется способ формирования потока аудитории, когда несколько шоу, нацеленных на одну аудиторию, группируются таким образом, чтобы обеспечить прирост числа зрителей от программы к программе.

### Стриппинг
Стриппинг используется, как правило, при повторном показе телепрограмм в синдикации. Такой подход подразумевает, что программа, премьерные выпуски которой в эфире национальной телесети выходили раз в неделю, при повторном показе ставится в сетку каждый день. Региональной станции выгодно заполнить эфир сразу на 20 недель и больше, поэтому для синдикации выбираются проекты, преодолевшие порог в 100 эпизодов.

### Подпирание
В случае, если вещатель не располагает большим количеством рейтинговых программ, может быть использована стратегия подпирания. Центральное место в сетке занимает популярная программа, а до и после нее ставятся программы менее популярные, c расчетом, что сильный контент привлечет внимание аудитории и к двум другим шоу.

### Тематизация
Подобная уловка подразумевает особые тематические дни, например, во время праздников, или тематические недели.